# Paxico
Paxico är en ort i Wabaunsee County i Kansas. Vid 2020 års folkräkning hade Paxico 210 invånare.